# Diplomacy
Diplomacy è un gioco di strategia da tavolo con esecuzione contemporanea di tutte le mosse ad ogni turno, incentrato principalmente sulla negoziazione e senza essere influenzato dalla fortuna; commercializzato dal 1959, i diritti sono attualmente della Hasbro che lo pubblica sotto il marchio Avalon Hill.
Nella versione classica il gioco è ambientato in Europa nel periodo antecedente lo scoppio della prima guerra mondiale e di regola coinvolge sette giocatori (sono possibili partite con un numero di giocatori minore).
Ogni giocatore controlla territori, forze armate e flotte di una potenza europea tra Regno Unito, Francia, Germania, Italia, Austria-Ungheria, Russia e Impero ottomano e ha l'obiettivo di conquistare 18 dei 34 centri di produzione presenti sulla mappa. Dato il fatto che le battaglie si vincono per semplice superiorità numerica e che il numero di pedine è particolarmente esiguo (una pedina per ogni centro di produzione), è necessario creare alleanze sia per conquistare che per coprirsi le spalle. La negoziazione quindi gioca un ruolo di primo piano. Il tradimento è altrettanto importante in quanto dà la possibilità di conquistare rapidamente molti centri ai danni dell'alleato tradito. Ad ogni turno le mosse vengono scritte e rivelate tutte contemporaneamente.
Dal punto di vista della teoria dei giochi, Diplomacy è un gioco a informazione completa, statico, non cooperativo e, dopo che tutti i centri liberi sono stati presi, un gioco a somma zero, in cui ogni configurazione di gioco è quindi un ottimo paretiano e non esistono equilibri di Nash (in strategie pure).

## Storia
Diplomacy è stato creato da Allan B. Calhamer nel 1954 e pubblicato commercialmente per la prima volta nel 1959. Da allora è stato pubblicato dalla Games Research, Avalon Hill, e dalla Hasbro. In Italia è stato pubblicato dalla Mondadori Giochi e quindi dalla Editrice Giochi.
Fin dagli anni sessanta Diplomacy è stato giocato per posta. La prima partita per posta giocata in Italia iniziò nel 1972, organizzata da Il Corriere Diplomatico (scomparso nel 1982). Più recentemente è diventato popolare il gioco tramite e-mail, con arbitro umano o automatico.
Il retro dell'edizione statunitense vanta che Diplomacy è stato il gioco preferito di John F. Kennedy e di Henry Kissinger; Kissinger lo descrisse come il suo gioco preferito in un'intervista.
In occasione del suo 50º anniversario, nel gennaio 2008 è uscita una riedizione del gioco, in Italia pubblicata dalla Mondadori Giochi.

## Contenuto
- Plancia di gioco
- 84 Armate (di sette colori differenti, 12 per giocatore)
- 84 Flotte (di sette colori differenti, 12 per giocatore)
- 147 marca-centri (di sette nazionalità diverse, 21 per giocatore)
- 1 blocchetto di fogli raffiguranti la mappa sulla plancia
- Regolamento

## Descrizione
(Tagline di Diplomacy)
Scopo del gioco è conquistare l'Europa arrivando a possedere almeno 18 centri di rifornimento alla fine di un turno invernale. Il fattore fortuna, presente nella maggior parte dei giochi strategici, è quasi assente in quanto è legato unicamente all'assegnazione iniziale delle potenze ai giocatori. Per raggiungere la vittoria si deve fare ricorso, oltre alle proprie doti strategiche, al proprio carisma e all'arte della diplomazia con gli altri giocatori, stipulando alleanze e rompendole al momento opportuno.

### Plancia e unità
La plancia raffigura i confini politici dell'Europa all'inizio del XX secolo, ed è divisa in 75 parti (56 regioni di terra e 19 regioni di mare). Ogni regione può essere occupata solo da un'unità.
34 delle regioni di terra contengono un centro di rifornimento. Ogni giocatore può costruire e mantenere sulla mappa un'unità per ogni centro di rifornimento posseduto. Se vuole costruire un'unità per la quale non ha più pedine disponibili può utilizzare una pedina sostitutiva.
Plancia e unità sono così suddivise ad inizio partita:
|            | Austria-Ungheria                                       | Francia                                                      | Germania                                         | Inghilterra                                                | Italia                                               | Russia                                                                         | Turchia                                            | Indipendenti |
| ---------- | ------------------------------------------------------ | ------------------------------------------------------------ | ------------------------------------------------ | ---------------------------------------------------------- | ---------------------------------------------------- | ------------------------------------------------------------------------------ | -------------------------------------------------- | --- |
| N° Regioni | 6 (Boemia, Budapest, Galizia, Tirolo, Trieste, Vienna) | 6 (Borgogna, Brest, Guascogna, Marsiglia, Parigi, Piccardia) | 6 (Berlino, Kiel, Monaco, Prussia, Ruhr, Slesia) | 6 (Clyde, Edimburgo, Galles, Liverpool, Londra, Yorkshire) | 6 (Napoli, Piemonte, Puglia, Roma, Toscana, Venezia) | 7 (Finlandia, Livonia, Mosca, San Pietroburgo, Sebastopoli, Ucraina, Varsavia) | 5 (Ankara, Armenia, Costantinopoli, Siria, Smirne) | 14 (Albania, Belgio, Bulgaria, Danimarca, Grecia, Nord Africa, Norvegia, Paesi Bassi, Portogallo, Romania, Serbia, Spagna, Svezia, Tunisi) |
| N° Centri  | 3 (Budapest, Trieste, Vienna)                          | 3 (Brest, Marsiglia, Parigi)                                 | 3 (Berlino, Kiel, Monaco)                        | 3 (Edimburgo, Liverpool, Londra)                           | 3 (Napoli, Roma, Venezia)                            | 4 (Mosca, San Pietroburgo, Sebastopoli, Varsavia)                              | 3 (Ankara, Costantinopoli, Smirne)                 | 12 (Belgio, Bulgaria, Danimarca, Grecia, Norvegia, Paesi Bassi, Portogallo, Romania, Serbia, Spagna, Svezia, Tunisi)                       |
| N° Armate  | 2 (Budapest, Vienna)                                   | 2 (Marsiglia, Parigi)                                        | 2 (Berlino, Monaco)                              | 1 (Liverpool)                                              | 2 (Roma, Venezia)                                    | 2 (Mosca, Varsavia)                                                            | 2 (Costantinopoli, Smirne)                         | 0 (-) |
| N° Flotte  | 1 (Trieste)                                            | 1 (Brest)                                                    | 1 (Kiel)                                         | 2 (Edimburgo, Londra)                                      | 1 (Napoli)                                           | 2 (San Pietroburgo, Sebastopoli)                                               | 1 (Ankara)                                         | 0 (-) |

### Meccaniche di gioco

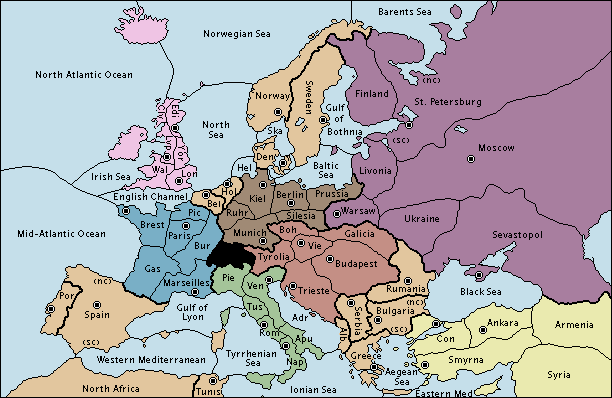
Plancia di gioco

Le mosse di tutti i giocatori vengono risolte in un unico turno giocato contemporaneamente. Prima di ogni turno c'è un intervallo di tempo per le negoziazioni, durante il quale i giocatori possono discutere liberamente tra loro anche in modo riservato. Sono esplicitamente ammessi negoziati ed accordi segreti, ma nessun accordo è vincolante. Al termine delle negoziazioni i giocatori scrivono gli ordini che ogni loro unità dovrà effettuare; quando tutti hanno finito di scrivere, le mosse vengono rivelate simultaneamente. Tutti gli ordini vengono eseguiti ed ogni conflitto viene risolto in base alle regole di gioco.
Le Armate possono occupare solo regioni di terra, mentre le Flotte possono occupare le regioni di mare e quelle costiere. Qualunque unità può spostarsi in una regione adiacente o rimanere ferma sul posto: in quest'ultimo caso essa può supportare un'azione in regioni dove potrebbe muovere. Una Flotta che mantiene la posizione in una zona di mare può inoltre trasportare un'Armata tra due regioni adiacenti alla propria; una colonna ininterrotta di Flotte consente di trasferire un'unità terrestre attraverso più regioni di mare.
Gli scontri tra armate possono essere vinti solo per superiorità numerica. Un'armata sconfitta si ritira in una regione vuota, se non ci sono provincie vuote viene distrutta. Quando un centro di rifornimento viene annesso, la nazione vittoriosa aggiunge un'armata oppure una flotta mentre la nazione sconfitta deve rinunciare ad un'armata oppure ad una flotta. Quando due unità tentano di occupare la stessa regione, quella che ha il supporto più numeroso vince; se le forze sono pari si ha uno stallo e le unità rimangono nelle loro posizioni originali. Se un'unità che esegue un'azione di supporto viene attaccata (eccetto se l'attacco proviene dall'unità contro la quale il supporto è diretto) allora il suo supporto è annullato; questo permette alle unità di influenzare il risultato di un conflitto in regioni non direttamente adiacenti. Anche il trasporto può essere annullato dislocando la flotta che lo esegue.
Occasionalmente queste regole concettualmente semplici possono produrre situazioni difficili da giudicare, tanto che le regole ufficiali contengono dettagli comprensivi ed esempi. Inoltre è possibile designare una persona come arbitro del gioco per eseguire le mosse ed aggiudicare le dispute.
I turni sono alternativamente di Primavera e di Autunno ed iniziano convenzionalmente nell'anno 1901 per facilitare il conteggio dei turni (sebbene il gioco rappresenti il conflitto del 1914). I centri di rifornimento non cambiano di proprietà in Primavera: passano al nuovo giocatore occupante dopo la mossa di Autunno. A quel punto i giocatori con meno centri che unità devono sciogliere le unità di troppo, mentre i giocatori con più centri di produzione che unità possono costruirne di nuove, all'interno dei centri liberi del proprio territorio iniziale.
L'impossibilità di prevalere fortunosamente e l'estrema abilità diplomatica necessaria per stipulare accordi distingue Diplomacy dalla maggioranza dei giochi da tavolo, rendendolo un gioco unico nel suo genere

### Potenze
- Austria-Ungheria Solitamente è considerata la più vulnerabile e quindi la più difficile da gestire.[4] Comincia in una posizione relativamente svantaggiosa, al centro della plancia e circondata da quattro potenze: le alleanze sono in questo caso vitali più che per ogni altra potenza. Si sviluppa essenzialmente per via terrestre, avendo un solo centro costiero.
- Francia È una delle più versatili, e può permettersi in genere di giocare a carte scoperte anche dopo i primi due turni: la sua posizione le permette infatti di espandersi molto già nelle prime fasi di gioco e conquistare da sola un vantaggio numerico. Questa sua peculiarità però suscita spesso una forte diffidenza nei suoi confronti. Si sviluppa in genere per via terrestre, ma a seconda delle condizioni può arrivare a possedere un numero non trascurabile di flotte.
- Germania È considerata una delle più difficili da gestire poiché, come l'Austria-Ungheria, si trova al centro della plancia e circondata dalle altre potenze. Si sviluppa preferibilmente per via terrestre.
- Inghilterra Trovandosi in zona periferica e circondata dal mare, è forse la potenza più facile da difendere. D'altra parte si sviluppa più lentamente rispetto ad altre potenze quali Francia o Germania, con le quali deve coordinarsi per riuscire a mettere piede sul continente. Spesso la Russia viene indicata come il nemico principale dell'Inghilterra, avendo come quest'ultima la Norvegia come centro vicino libero. Si sviluppa essenzialmente per via marittima.
- Italia Occupa una posizione ambigua, trovandosi sì al centro della plancia ma in zona periferica. Avendo solo un centro libero vicino deve spesso inimicarsi la Francia o l'Austria-Ungheria già nelle prime fasi, cercando le grazie dell'altra potenza. Si sviluppa principalmente per via marittima.
- Russia Trovandosi ad un estremo della plancia deve preoccuparsi "solo" delle situazioni a Ovest e a Sud. È l'unica potenza che inizia con quattro centri e quattro unità, ma di per sé ciò non costituisce un grande vantaggio sulle altre nazioni. Si sviluppa preferibilmente per via terrestre.
- Turchia È in genere considerata una potenza facile da difendere nel breve periodo, ma è costretta a inimicarsi l'Austria-Ungheria o la Russia per espandersi. Nel primo caso trova un valido alleato nel Russo (e se le circostanze lo consentono, nell'Italia), nel secondo caso deve allearsi con l'Austria-Ungheria e preoccuparsi al contempo di mantenere buone le relazioni con l'Italia. A seconda che si scontri con l'una o l'altra potenza si sviluppa rispettivamente per via marittima o terrestre.

### Regole
Le regole che governano le meccaniche di movimento sono semplici: i princìpi delle azioni sulla plancia, dal semplice spostamento al supporto di un convoglio, si imparano velocemente. Tuttavia si possono presentare situazioni dove stabilire il corretto esito degli scontri può non essere facile. Per ovviare a questo inconveniente nel regolamento sono raccolte in una piccola lista tutte le regole che consentono di "dipanare" le situazioni più intricate.
| Tipologia    | #   | Regole | Esempi |
| ------------ | --- | --- | --- |
| Di base      | 1.  | Tutte le unità hanno la medesima "forza" | A ha la stessa forza di B |
| Di base      | 2.  | In un territorio può esserci solo un'unità alla volta | A non può essere nello stesso territorio occupato da B |
| Movimento    | 3.  | Gli schieramenti di uguale forza che provano a occupare la stessa provincia falliscono nel tentativo: si verifica uno stallo e tutte le unità che hanno partecipato all'attacco rimangono nei loro territori | a) A attacca B → avviene uno stallo b) A attacca B che attacca A → avviene uno stallo c) A supportata da B viene attaccata da C il cui movimento è supportato da D → avviene uno stallo d) A e B attaccano C → avviene uno stallo e) A e B muovono in γ dove non c'è alcuna unità → avviene uno stallo |
| Movimento    | 4.  | Una situazione di stallo non comporta il dislocamento dell'eventuale unità presente nella provincia in cui lo stallo è avvenuto | A attacca B → avviene uno stallo → B non viene dislocata, A rimane nel proprio territorio |
| Movimento    | 5.  | Un'unità che non si muove può impedire una serie di spostamenti di altre unità | A muove in β, B muove in γ, C resta in γ → avviene uno stallo |
| Movimento    | 6.  | Le Armate non possono attraversare il mare senza l'aiuto di un convoglio | A non può attraversare il mare senza l'aiuto di un convoglio |
| Movimento    | 7.  | Tre o più unità possono "scambiarsi" i territori nello stesso turno attuando un movimento "in girotondo". Non è possibile invece lo scambio diretto tra due unità | a) A muove da α in β, B muove da β in γ, C muove da γ in α → il movimento avviene b) A muove da α in β, B muove da β in α → avviene uno stallo (regola n° 3) |
| Supporto     | 8.  | Un'unità che rimane ferma può essere supportata da un'altra unità ad essa adiacente | a) Il territorio di A è adiacente a quello di B. A supporta il fermo di B che rimane ferma → il supporto avviene b) Il territorio di A è adiacente a quello di B. A supporta il fermo di B che si muove → il supporto fallisce |
| Supporto     | 9.  | Un'unità che si sposta può essere supportata da un'unità adiacente al territorio di destinazione della prima unità | a) A in α supporta il movimento di B da β a γ, B muove in γ. α è adiacente a β e a γ → il supporto avviene b) A in α supporta il movimento di B da β a γ, B muove in γ. α è adiacente a β ma non a γ → il supporto fallisce c) A in α supporta il movimento di B da β a γ, B muove in γ. α è adiacente a γ ma non a β → il supporto avviene d) A in α supporta il movimento di B da β a γ, B muove in δ. α è adiacente a β, γ e δ → il supporto fallisce |
| Dislocamento | 10. | Un'unità può causare uno stallo attaccando un territorio, anche se nella stessa mossa viene attaccata e dislocata | A muove in ε, B muove in ε, D supporta l'attacco di C contro A → A viene dislocata da C; né A né B entrano in ε |
| Dislocamento | 11. | Un'unità dislocata, anche se è stata supportata, non produce alcun effetto sul territorio che l'ha dislocata | C è in γ. A e B supportano l'attacco di C verso D. Il fermo di D è supportato da E → D viene dislocata da C; D non può entrare in γ |
| Avanzato     | 12. | Una potenza non può attaccare con successo o supportare con successo un attacco verso un'altra sua unità, anche se tale attacco non era previsto | A, B, C sono unità della stessa fazione. C muove da γ in δ, E muove verso δ, A supporta il movimento di B in γ → avviene uno stallo: C rimane in γ perché rimbalza contro E, B non può entrare in γ perché qui c'è un'unità della sua stessa fazione |
| Avanzato     | 13. | Un supporto (sia esso di difesa o di movimento) viene a cadere se l'unità che fornisce tale supporto è attaccata da una qualunque altra unità non appartenente alla propria fazione. Un supporto di movimento non cade se l'unità che fornisce tale supporto è attaccata dall'unità contro cui il supporto è diretto | a) A supporta il fermo di B. C attacca A → il supporto cade b) A supporta l'attacco di B contro C. D attacca A → il supporto cade, avviene uno stallo c) A supporta l'attacco di B contro C. C attacca A → il supporto non cade, C viene dislocata da B d) A supporta l'attacco di B contro C, C supporta l'attacco di D contro A → i supporti di A e C cadono, avviene uno stallo                                                                       |
| Avanzato     | 14. | Il supporto cade se l'unità supportante viene dislocata | A supporta il fermo di B. C supporta l'attacco di D contro A → A viene dislocata da D, il supporto di A cade (regola n° 13) |
| Avanzato     | 15. | Un'unità che subisce un dislocamento può comunque tagliare il supporto ad un'altra unità | A attacca B che supporta il fermo di C. D supporta l'attacco di E contro A → A viene dislocata da E, il supporto di B cade (regola n° 13) |
| Avanzato     | 16. | Un attacco di una fazione diretto verso una delle sue unità non taglia l'eventuale supporto che quest'ultima sta dando | A e B sono unità della stessa fazione. A attacca B che supporta il fermo di C → il supporto non cade, A rimane nel proprio territorio |
| Convoglio    | 17. | Il dislocamento di una Flotta necessaria per un convoglio determina il fallimento del convoglio | a) A viene convogliata attraverso tre Flotte necessarie. B supporta l'attacco di C contro una qualunque delle Flotte → la Flotta viene dislocata da C, il convoglio fallisce b) A viene convogliata attraverso tre Flotte necessarie. B attacca una qualunque delle Flotte → la Flotta non viene dislocata, il convoglio avviene |
| Convoglio    | 18. | Un'Armata convogliata diretta in un territorio dove avviene una situazione di stallo rimane ferma sul suo territorio di partenza | a) A viene convogliata verso γ. B muove verso γ → avviene uno stallo, A rimane nel suo territorio di partenza b) A viene convogliata verso β. B resta ferma in β → avviene uno stallo, A rimane nel suo territorio di partenza |
| Convoglio    | 19. | Due unità possono scambiarsi i territori se almeno una viene convogliata (Ciò rappresenta un'eccezione alla regola n°7) | a) A viene convogliata da α verso β, B muove da β verso α → il movimento avviene b) A viene convogliata da α verso β, B viene convogliata da β verso α → il movimento avviene |
| Convoglio    | 20. | Un'Armata convogliata che impiega diverse Flotte per raggiungere la sua destinazione ottiene il suo obiettivo se almeno uno degli itinerari rimane aperto | A viene convogliata in maniera che possa impiegare due itinerari diversi. Se una Flotta di uno dei due itinerari (tale che essa non appartiene ad entrambi gli itinerari) viene dislocata il convoglio avviene, potendo A passare attraverso l'altro itinerario |
| Convoglio    | 21. | Un'Armata convogliata non può tagliare il supporto di un'unità che supporta un attacco contro una delle Flotte necessarie per il convoglio (Ciò rappresenta un'eccezione alla regola n°13) | a) A viene convogliata contro B che supporta l'attacco di C contro una Flotta necessaria al convoglio → il supporto non cade, la Flotta viene dislocata da C, il convoglio fallisce b) A viene convogliata contro B che supporta l'attacco di C contro una Flotta necessaria al convoglio. D attacca B → il supporto cade, la Flotta non viene dislocata, il convoglio non viene tagliato ma fallisce perché avviene uno stallo (regola n° 18)           |
| Convoglio    | 22. | Un'Armata con almeno un itinerario di convoglio valido taglierà il supporto dato da un'unità presente nel territorio di destinazione che sta supportando un attacco contro una Flotta (non impiegata per raggiungere la destinazione) di quel convoglio (Ciò rappresenta un'eccezione alla regola n°21)              | A viene convogliata contro B che supporta l'attacco di C contro una Flotta non necessaria al convoglio → il supporto cade, il convoglio non viene tagliato ma fallisce perché avviene uno stallo (regola n° 18) |

Un'unità dislocata deve abbandonare il territorio nel quale si trova prima del turno successivo, spostandosi o venendo distrutta a discrezione del giocatore che la possiede. È obbligatorio distruggerla se non può essere spostata (ad esempio: un'Armata dislocata con i territori adiacenti che sono occupati o che sono zone di mare deve essere distrutta. Ragionamento analogo per le Flotte). L'unità inoltre non può ritirarsi in territori adiacenti liberi se l'attacco è provenuto da questi, o se questi territori sono stati teatro di uno stallo. Se più pedine devono ritirarsi al termine di un turno, gli ordini di ritiro devono essere scritti e rivelati contemporaneamente. Se più pedine si ritireranno verso lo stesso territorio, andranno in stallo e saranno distrutte.
Per accelerare l'analisi degli scontri esistono molti programmi conosciuti come viewer and adjucator, software gratuiti che in base agli input ricevuti restituiscono l'esito di tutti gli scontri sulla mappa. Tra i più noti si possono citare Realpolitik e jDip.

### Galleria d'immagini esempio

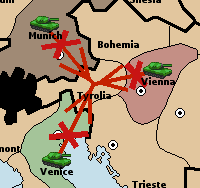
Regole 1-3
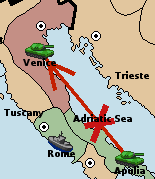
Regole 1-3-4
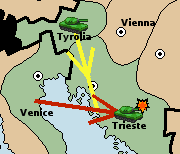
Regole 2-9
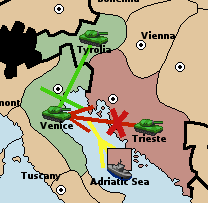
Regole 1-3-4-8-9
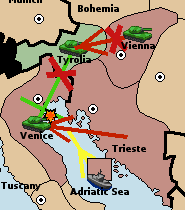
Regole 1-3-4-5-8-9-11-13
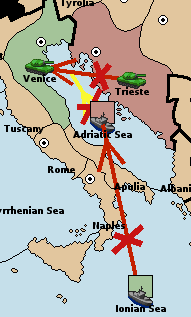
Regole 1-3-4-5-9-13
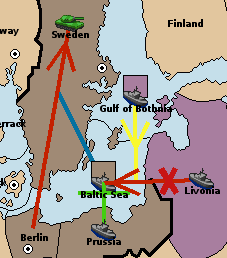
Regole 1-3-4-5-6-8-9

## Strategia
Poiché la superiorità numerica è cruciale al successo, le alleanze sono vitali. Ogni nazione inizialmente è di forza approssimativamente uguale alle altre e quindi risulta arduo ottenere nuovi territori senza l'aiuto di un vicino. L'eccitazione del gioco risiede più nelle negoziazioni, nella costruzione di coalizioni ed intrighi che nel movimento delle unità. Le abilità sociali ed interpersonali di ogni giocatore sono importanti almeno quanto le sue abilità strategiche. Si devono cercare compromessi e fare promesse agli avversari, mentre si spargono informazioni anche errate e timori tra i nemici. Attaccare i propri alleati ("pugnalarli alle spalle") ha un ruolo centrale nella cultura di Diplomacy: un tradimento può essere cruciale per vincere, ma d'altra parte può anche avere ripercussioni negative nelle relazioni diplomatiche nel gioco.
Ogni diversa potenza necessita di una strategia adeguata caso per caso, dipendente non solo dal comportamento e dalle intenzioni del giocatore, ma anche dagli avversari. Esistono tuttavia alcune "linee guida" generali. Inghilterra e Turchia sono spesso considerate le più facili da difendere, ed insieme all'Italia rappresentano le potenze prettamente marittime e che quindi si sviluppano più per via marittima che non per via terrestre. Austria-Ungheria e Germania hanno molti vicini e rischiano di essere eliminate nelle fasi iniziali se non trovano alleati validi, ma se sopravvivono la loro posizione iniziale può costituire un grande vantaggio. Usando il sistema di punteggio di Calhamer (dove una vittoria vale un punto e partecipare in un pareggio divide il punto equamente), Russia e Francia ottengono in genere il punteggio massimo, l'Italia e l'Impero Austro-Ungarico il minimo.
Dei 14 territori indipendenti ben 12 ospitano un centro di rifornimento: ciò porta le diverse potenze a scontrarsi inizialmente per il predominio in tali zone. Tutte le potenze (benché la Russia possa rappresentare una piccola eccezione) hanno la sicurezza di ottenere entro la fine del primo anno almeno un nuovo centro. L'Italia, da questo punto di vista, è la più sfortunata, essendo in una posizione relativamente debole che non le concede una "corsa ai centri" iniziali; si potrebbe affermare che qualunque alleanza iniziale l'Italia stipuli, questa aiuti più il suo alleato di quanto non aiuti se stessa.

## Varianti
Molti appassionati hanno creato una discreta quantità di varianti, usando le stesse regole impiegate su mappe più o meno diverse dall'originale, oppure modificando leggermente le regole per adattarle alle diverse conformazioni delle mappe. Tra le varianti più comuni emergono:
| Tipo                    | Mappa                                                                                | Regole di costruzione                                    | Messaggi       | Disposizione iniziale unità                                  |
| ----------------------- | ------------------------------------------------------------------------------------ | -------------------------------------------------------- | -------------- | ------------------------------------------------------------ |
| Costruzione libera      | Classica                                                                             | Si può costruire in qualsiasi centro in proprio possesso | Globali        | Standard                                                     |
| Nebbia di guerra        | Classica, ma non si hanno informazioni visive sulla disposizione delle unità nemiche | Standard                                                 | Globali        | Standard                                                     |
| Militare                | Classica                                                                             | Standard                                                 | Non consentiti | Standard                                                     |
| Partenza personalizzata | Classica                                                                             | Standard                                                 | Globali        | Ogni giocatore può costruire le sue unità come desidera      |
| Flotta a Roma           | Classica                                                                             | Standard                                                 | Globali        | Standard, ma l'Italia ha a Roma una Flotta anziché un'Armata |
| Antico Mediterraneo     | Europa al tempo degli antichi Romani                                                 | Standard                                                 | Globali        | Standard                                                     |
| Rinascimento            | Italia rinascimentale                                                                | Particolari                                              | Globali        | Particolari                                                  |
| Mondo                   | Terra                                                                                | Standard                                                 | Globali        | Standard                                                     |

Altre varianti introducono anche diverse tipologie di regione (ad esempio ghiaccio oltre ai classici terra e acqua) e unità (ad esempio aerei), fornendo al gioco un'impronta strategica diversa.

## Partite "dal vivo" e online
Una partita "standard" richiede sette giocatori (benché si possa giocare in sei o meno, ma il gioco potrebbe risultare stagnante e prevedibile). Per ovviare a questo inconveniente esistono diversi siti internet che ospitano partite multigiocatore, sia classiche che varianti.
Il regolamento non fissa la durata massima di una partita e perciò questa può protrarsi anche per giorni: solitamente però nei tornei il termine massimo è di quattro ore.
Esistono diverse associazioni che organizzano tornei annuali: un esempio è il Campionato Italo-Sanmarinese Diplomacy (CISD) organizzato dall'Associazione Italiana Diplomacy (AID). Un altro torneo degno di nota è il campionato mondiale World Diplomacy Championship (WDC) che si svolge ogni anno in diversi posti del mondo.
In passato vi sono stati diversi tornei nell'ambito delle maggiori manifestazioni ludiche, come ad esempio a Milano nell'ambito dei giochi Sforzeschi.

## Confronto con altri giochi strategici
Diplomacy differisce dalla maggior parte dei giochi strategici per diversi aspetti:
- Il movimento delle unità è simultaneo: i giocatori scrivono tutti le proprie mosse e queste vengono poi eseguite simultaneamente.
- L'interazione sociale ed interpersonale sono parte caratterizzante nonché essenziale del gioco.
- Le regole che simulano il combattimento sono puramente strategiche, astratte e semplici; non è presente alcuna componente tattica o realistica.
- La risoluzione dei combattimenti non ha elementi casuali: gli esiti di ogni conflitto si basano sul comportamento delle diverse unità, non vengono impiegati dadi né carte.